# Пікулик рудогорлий
Пікулик рудогорлий (Macronyx capensis) — вид горобцеподібних птахів родини плискових (Motacillidae).

## Поширення
Вид поширений в Зімбабве, Замбії, на крайньому півдні Ботсвани і Мозамбіку та у південній і східній частині ПАР. Цей вид мешкає на прибережних і гірських луках, часто біля води.

## Опис
Його довжина становить близько 19 см. Дорослий самець має сіру голову з рудою надбрівною смугою та спину з чорнуватими плямами. Він має яскраво-помаранчеве горло, чорну смугу на грудях і жовтий низ живота. Самиця має тьмяніший відтінок, її горло жовте, а смуга на грудях менш помітна.

## Підвиди
Виділяють два підвиди:
- M. c. capensis (Linnaeus, 1766) – південний захід, південь ПАР
- M. c. colletti Schou, 1908 – південний схід Ботсвани, Зімбабве, Замбія, південь Мозамбіку та схід ПАР.